# Lista țărilor producătoare de semințe de mac

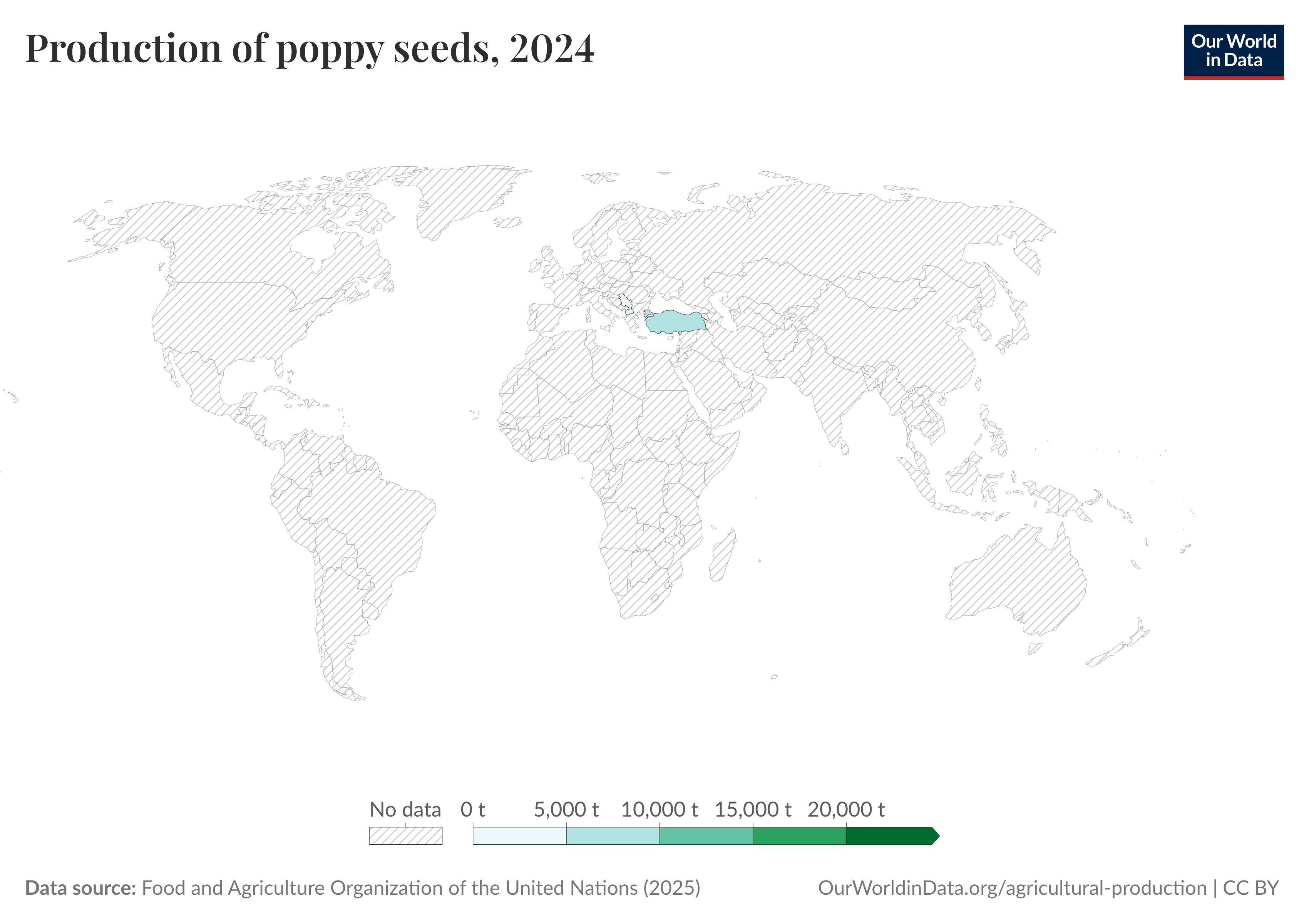
Harta țărilor în funcție de producția de semințe de mac, 2023

Lista țărilor producătoare de semințe de mac clasifică țările lumii în funcție de producția de semințe de mac (în mii de tone), de productivitate (în kg/ha) și de suprafața cultivată cu Papaver somniferum (în mii de hectare) în anul 2023, oferind date comparative pentru perioada 2013-2023. Datele provin din baza de date FAOSTAT a Organizației pentru Alimentație și Agricultură a Națiunilor Unite (Food and Agriculture Organization of the United Nations - FAO). 
Producția anuală de semințe de mac la nivel global în anul 2022 a fost de 14.916,1 tone, cu 37,08% mai puțin decât în anul 2021, când s-a înregistrat o cantitate totală de 23.707,01 tone. Turcia a fost de departe cel mai mare producător la nivel mondial, producția sa reprezentând peste trei sferturi (82,06%) din totalul producției globale. 
În 2023, producția globală a fost de 10.578,46 tone, cu 29,08% mai puțin decât în anul precedent. Cel mai mare producător la nivel mondial a rămas Turcia, producția sa reprezentând 74,89% din totalul producției globale.
Suprafața ocupată la nivel global de plantațiile de Papaver somniferum în anul 2022 a fost de 27.770 hectare, cu 35,65% mai puțin decât în anul 2021, când suprafața cultivată totală a fost de 43.157 hectare. Turcia a fost de departe lider mondial, suprafața sa cultivată, de 26.501 hectare, reprezentând peste nouă zecimi (95,43%) din totalul la nivel global.
În 2023, suprafața ocupată la nivel global a fost de 23.522 hectare, cu 15,3% mai puțin decât în anul precedent. Cea mai mare suprafață recoltată la nivel mondial a fost cea cultivată în Turcia, reprezentând 94,61% din totalul global.

## Lista țărilor în funcție de producția de semințe de mac
| Țară              | Producție anuală (mii de tone) | Producție anuală (mii de tone) | Producție anuală (mii de tone) | Producție anuală (mii de tone) | Producție anuală (mii de tone) | Producție anuală (mii de tone) | Producție anuală (mii de tone) | Producție anuală (mii de tone) | Producție anuală (mii de tone) | Producție anuală (mii de tone) | Producție anuală (mii de tone) | Medie 2014-2023 | Creștere 2014-2023 |
| Țară              | 2023                           | 2022                           | 2021                           | 2020                           | 2019                           | 2018                           | 2017                           | 2016                           | 2015                           | 2014                           | 2013                           | Medie 2014-2023 | Creștere 2014-2023 |
|                   |                                |                                |                                |                                |                                |                                |                                |                                |                                |                                |                                |                 |                    |
| ----------------- | ------------------------------ | ------------------------------ | ------------------------------ | ------------------------------ | ------------------------------ | ------------------------------ | ------------------------------ | ------------------------------ | ------------------------------ | ------------------------------ | ------------------------------ | --------------- | ------------------ |
| GLOBAL            | 10,58                          | 14,92                          | 23,71                          | 23,16                          | 29,98                          | 29,65                          | 70,47                          | 84,38                          | 101,08                         | 81,02                          | 69,62                          | 45,80           | ▼ −86,94%          |
| Turcia            | 7,92                           | 12,24                          | 21,04                          | 20,54                          | 27,29                          | 26,99                          | 15,24                          | 18,21                          | 30,73                          | 16,22                          | 19,24                          | 12,07           | ▼ −51,17%          |
| Palestina         | 1,54                           | 1,55                           | 1,56                           | 1,51                           | 1,60                           | 1,57                           | 1,58                           | 1,58                           | 1,54                           | 1,61                           | 1,61                           | 1,58            | ▼ −4,48%           |
| Serbia            | 1,08                           | 1,09                           | 1,08                           | 1,07                           | 1,06                           | 1,05                           | 1,04                           | 1,03                           | 1,01                           | 1,00                           | 1,00                           | 1,04            | ▲ 7,93%            |
| Macedonia de Nord | 0,04                           | 0,04                           | 0,04                           | 0,04                           | 0,03                           | 0,04                           | 0,03                           | 0,09                           | 0,06                           | 0,08                           | 0,06                           | 0,06            | ▼ −49,33%          |
| Cehia             | N/A                            | N/A                            | N/A                            | N/A                            | N/A                            | N/A                            | 20,05                          | 28,57                          | 26,74                          | 24,67                          | 13,91                          |                 |                    |
| Spania            | N/A                            | N/A                            | N/A                            | N/A                            | N/A                            | N/A                            | 11,90                          | 11,80                          | 12,00                          | 11,00                          | 12,00                          |                 |                    |
| Franța            | N/A                            | N/A                            | N/A                            | N/A                            | N/A                            | N/A                            | 5,06                           | 5,76                           | 6,00                           | 6,00                           | 6,00                           |                 |                    |
| Ungaria           | N/A                            | N/A                            | N/A                            | N/A                            | N/A                            | N/A                            | 3,86                           | 3,36                           | 9,87                           | 9,35                           | 4,85                           |                 |                    |
| Germania          | N/A                            | N/A                            | N/A                            | N/A                            | N/A                            | N/A                            | 2,91                           | 2,98                           | 2,74                           | 3,00                           | 3,20                           |                 |                    |
| Croația           | N/A                            | N/A                            | N/A                            | N/A                            | N/A                            | N/A                            | 2,77                           | 2,93                           | 3,52                           | 2,32                           | 3,20                           |                 |                    |
| Slovacia          | N/A                            | N/A                            | N/A                            | N/A                            | N/A                            | N/A                            | 1,96                           | 3,35                           | 2,71                           | 1,83                           | 0,85                           |                 |                    |
| Austria           | N/A                            | N/A                            | N/A                            | N/A                            | N/A                            | N/A                            | 1,80                           | 2,46                           | 1,73                           | 1,29                           | 1,08                           |                 |                    |
| România           | N/A                            | N/A                            | N/A                            | N/A                            | N/A                            | N/A                            | 1,31                           | 1,30                           | 1,48                           | 1,80                           | 1,79                           |                 |                    |
| Bulgaria          | N/A                            | N/A                            | N/A                            | N/A                            | N/A                            | N/A                            | 0,61                           | 0,61                           | 0,59                           | 0,50                           | 0,53                           |                 |                    |
| Țările de Jos     | N/A                            | N/A                            | N/A                            | N/A                            | N/A                            | N/A                            | 0,36                           | 0,34                           | 0,37                           | 0,36                           | 0,30                           |                 |                    |
| Danemarca         | N/A                            | N/A                            | N/A                            | N/A                            | N/A                            | N/A                            | N/A                            | N/A                            | N/A                            | N/A                            | N/A                            |                 |                    |
| India             | N/A                            | N/A                            | N/A                            | N/A                            | N/A                            | N/A                            | N/A                            | N/A                            | N/A                            | N/A                            | N/A                            |                 |                    |
| Italia            | N/A                            | N/A                            | N/A                            | N/A                            | N/A                            | N/A                            | N/A                            | N/A                            | N/A                            | N/A                            | N/A                            |                 |                    |

## Lista țărilor producătoare de semințe de mac în funcție de productivitate
| Țară              | Productivitate (t/ha) | Productivitate (t/ha) | Productivitate (t/ha) | Productivitate (t/ha) | Productivitate (t/ha) | Productivitate (t/ha) | Productivitate (t/ha) | Productivitate (t/ha) | Productivitate (t/ha) | Productivitate (t/ha) | Productivitate (t/ha) | Medie 2014-2023 | Creștere 2014-2023 |
| Țară              | 2023                  | 2022                  | 2021                  | 2020                  | 2019                  | 2018                  | 2017                  | 2016                  | 2015                  | 2014                  | 2013                  | Medie 2014-2023 | Creștere 2014-2023 |
|                   |                       |                       |                       |                       |                       |                       |                       |                       |                       |                       |                       |                 |                    |
| ----------------- | --------------------- | --------------------- | --------------------- | --------------------- | --------------------- | --------------------- | --------------------- | --------------------- | --------------------- | --------------------- | --------------------- | --------------- | ------------------ |
| Palestina         | 7,05                  | 7,05                  | 6,92                  | 6,78                  | 7,22                  | 7,04                  | 7,07                  | 7,26                  | 6,82                  | 7,14                  | 7,86                  | 7,10            | ▼ −1,25%           |
| Serbia            | 1,08                  | 1,10                  | 1,10                  | 1,11                  | 1,10                  | 1,10                  | 1,10                  | 1,09                  | 1,07                  | 1,05                  | 1,11                  | 1,07            | ▲ 2,90%            |
| Macedonia de Nord | 0,73                  | 0,58                  | 0,63                  | 0,67                  | 0,61                  | 0,63                  | 0,43                  | 0,86                  | 0,74                  | 0,85                  | 0,61                  | 0,79            | ▼ −14,26%          |
| GLOBAL            | 0,45                  | 0,54                  | 0,55                  | 0,64                  | 0,53                  | 0,64                  | 0,70                  | 0,77                  | 0,71                  | 0,81                  | 0,73                  | 0,63            | ▼ −44,59%          |
| Turcia            | 0,36                  | 0,46                  | 0,50                  | 0,59                  | 0,50                  | 0,60                  | 0,64                  | 0,61                  | 0,50                  | 0,61                  | 0,60                  | 0,48            | ▼ −41,58%          |
| Spania            | N/A                   | N/A                   | N/A                   | N/A                   | N/A                   | N/A                   | 1,08                  | 1,09                  | 1,09                  | 1,05                  | 1,09                  |                 |                    |
| Croația           | N/A                   | N/A                   | N/A                   | N/A                   | N/A                   | N/A                   | 1,01                  | 1,01                  | 0,80                  | 1,22                  | 1,00                  |                 |                    |
| Țările de Jos     | N/A                   | N/A                   | N/A                   | N/A                   | N/A                   | N/A                   | 0,79                  | 0,81                  | 0,83                  | 0,78                  | 0,80                  |                 |                    |
| Ungaria           | N/A                   | N/A                   | N/A                   | N/A                   | N/A                   | N/A                   | 0,75                  | 0,87                  | 1,21                  | 1,03                  | 0,99                  |                 |                    |
| Bulgaria          | N/A                   | N/A                   | N/A                   | N/A                   | N/A                   | N/A                   | 0,70                  | 0,72                  | 0,67                  | 0,63                  | 0,64                  |                 |                    |
| Slovacia          | N/A                   | N/A                   | N/A                   | N/A                   | N/A                   | N/A                   | 0,62                  | 0,94                  | 1,06                  | 1,07                  | 1,01                  |                 |                    |
| Cehia             | N/A                   | N/A                   | N/A                   | N/A                   | N/A                   | N/A                   | 0,62                  | 0,80                  | 0,82                  | 0,91                  | 0,69                  |                 |                    |
| Austria           | N/A                   | N/A                   | N/A                   | N/A                   | N/A                   | N/A                   | 0,60                  | 0,84                  | 0,76                  | 0,83                  | 0,71                  |                 |                    |
| Franța            | N/A                   | N/A                   | N/A                   | N/A                   | N/A                   | N/A                   | 0,60                  | 0,60                  | 0,60                  | 0,60                  | 0,60                  |                 |                    |
| Germania          | N/A                   | N/A                   | N/A                   | N/A                   | N/A                   | N/A                   | 0,56                  | 0,56                  | 0,55                  | 0,56                  | 0,58                  |                 |                    |
| România           | N/A                   | N/A                   | N/A                   | N/A                   | N/A                   | N/A                   | 0,41                  | 0,44                  | 0,47                  | 0,51                  | 0,58                  |                 |                    |
| Danemarca         | N/A                   | N/A                   | N/A                   | N/A                   | N/A                   | N/A                   | N/A                   | N/A                   | N/A                   | N/A                   | N/A                   |                 |                    |

## Lista țărilor în funcție de suprafața cultivată cuPapaver somniferum
| Țară              | Suprafață recoltată (mii de hectare) | Suprafață recoltată (mii de hectare) | Suprafață recoltată (mii de hectare) | Suprafață recoltată (mii de hectare) | Suprafață recoltată (mii de hectare) | Suprafață recoltată (mii de hectare) | Suprafață recoltată (mii de hectare) | Suprafață recoltată (mii de hectare) | Suprafață recoltată (mii de hectare) | Suprafață recoltată (mii de hectare) | Suprafață recoltată (mii de hectare) | Medie 2014-2023 | Creștere 2014-2023 |
| Țară              | 2023                                 | 2022                                 | 2021                                 | 2020                                 | 2019                                 | 2018                                 | 2017                                 | 2016                                 | 2015                                 | 2014                                 | 2013                                 | Medie 2014-2023 | Creștere 2014-2023 |
|                   |                                      |                                      |                                      |                                      |                                      |                                      |                                      |                                      |                                      |                                      |                                      |                 |                    |
| ----------------- | ------------------------------------ | ------------------------------------ | ------------------------------------ | ------------------------------------ | ------------------------------------ | ------------------------------------ | ------------------------------------ | ------------------------------------ | ------------------------------------ | ------------------------------------ | ------------------------------------ | --------------- | ------------------ |
| GLOBAL            | 23,52                                | 27,77                                | 43,16                                | 36,26                                | 56,12                                | 46,37                                | 100,88                               | 109,98                               | 143,31                               | 99,83                                | 94,94                                | 61,68           | ▼ −76,44%          |
| Turcia            | 22,26                                | 26,50                                | 41,89                                | 35,01                                | 54,88                                | 45,12                                | 23,73                                | 29,92                                | 61,59                                | 26,62                                | 32,28                                | 24,44           | ▼ −16,40%          |
| Serbia            | 1,00                                 | 0,99                                 | 0,98                                 | 0,97                                 | 0,96                                 | 0,96                                 | 0,95                                 | 0,94                                 | 0,95                                 | 0,95                                 | 0,90                                 | 0,97            | ▲ 4,95%            |
| Palestina         | 0,22                                 | 0,22                                 | 0,23                                 | 0,22                                 | 0,22                                 | 0,22                                 | 0,22                                 | 0,22                                 | 0,23                                 | 0,23                                 | 0,21                                 | 0,22            | ▼ −3,54%           |
| Macedonia de Nord | 0,05                                 | 0,06                                 | 0,06                                 | 0,06                                 | 0,05                                 | 0,06                                 | 0,08                                 | 0,11                                 | 0,09                                 | 0,09                                 | 0,10                                 | 0,07            | ▼ −40,91%          |
| Cehia             | N/A                                  | N/A                                  | N/A                                  | N/A                                  | N/A                                  | N/A                                  | 32,59                                | 35,54                                | 32,65                                | 27,02                                | 20,25                                |                 |                    |
| Spania            | N/A                                  | N/A                                  | N/A                                  | N/A                                  | N/A                                  | N/A                                  | 11,00                                | 10,80                                | 11,00                                | 10,50                                | 11,00                                |                 |                    |
| Franța            | N/A                                  | N/A                                  | N/A                                  | N/A                                  | N/A                                  | N/A                                  | 8,48                                 | 9,55                                 | 10,00                                | 10,00                                | 10,00                                |                 |                    |
| Germania          | N/A                                  | N/A                                  | N/A                                  | N/A                                  | N/A                                  | N/A                                  | 5,23                                 | 5,34                                 | 4,95                                 | 5,40                                 | 5,50                                 |                 |                    |
| Ungaria           | N/A                                  | N/A                                  | N/A                                  | N/A                                  | N/A                                  | N/A                                  | 5,17                                 | 3,88                                 | 8,16                                 | 9,05                                 | 4,89                                 |                 |                    |
| România           | N/A                                  | N/A                                  | N/A                                  | N/A                                  | N/A                                  | N/A                                  | 3,21                                 | 2,97                                 | 3,12                                 | 3,55                                 | 3,07                                 |                 |                    |
| Slovacia          | N/A                                  | N/A                                  | N/A                                  | N/A                                  | N/A                                  | N/A                                  | 3,14                                 | 3,58                                 | 2,56                                 | 1,70                                 | 0,84                                 |                 |                    |
| Austria           | N/A                                  | N/A                                  | N/A                                  | N/A                                  | N/A                                  | N/A                                  | 3,01                                 | 2,95                                 | 2,27                                 | 1,56                                 | 1,51                                 |                 |                    |
| Croația           | N/A                                  | N/A                                  | N/A                                  | N/A                                  | N/A                                  | N/A                                  | 2,75                                 | 2,91                                 | 4,42                                 | 1,90                                 | 3,20                                 |                 |                    |
| Bulgaria          | N/A                                  | N/A                                  | N/A                                  | N/A                                  | N/A                                  | N/A                                  | 0,87                                 | 0,84                                 | 0,89                                 | 0,80                                 | 0,82                                 |                 |                    |
| Țările de Jos     | N/A                                  | N/A                                  | N/A                                  | N/A                                  | N/A                                  | N/A                                  | 0,45                                 | 0,42                                 | 0,44                                 | 0,46                                 | 0,38                                 |                 |                    |
| Danemarca         | N/A                                  | N/A                                  | N/A                                  | N/A                                  | N/A                                  | N/A                                  | N/A                                  | N/A                                  | N/A                                  | N/A                                  | N/A                                  |                 |                    |
| India             | N/A                                  | N/A                                  | N/A                                  | N/A                                  | N/A                                  | N/A                                  | N/A                                  | N/A                                  | N/A                                  | N/A                                  | N/A                                  |                 |                    |
| Italia            | N/A                                  | N/A                                  | N/A                                  | N/A                                  | N/A                                  | N/A                                  | N/A                                  | N/A                                  | N/A                                  | N/A                                  | N/A                                  |                 |                    |